# Palaquium neoebudicum
Palaquium neoebudicum är en tvåhjärtbladig växtart som beskrevs av André Guillaumin. Palaquium neoebudicum ingår i släktet Palaquium och familjen Sapotaceae. IUCN kategoriserar arten globalt som sårbar.
Artens utbredningsområde är Vanuatu. Inga underarter finns listade i Catalogue of Life.